# سیارک ۳۱۲۷
سیارک ۳۱۲۷ (به انگلیسی: 3127 Bagration، نامگذاری:1973ST4) سه هزار و صد و بیست و هفتمین سیارک کشف شده‌است که در ۲۷ سپتامبر ۱۹۷۳ کشف شد.
قدر مطلق سیارک برابر ۱۲٫۲۰ است.